# Valeriano Domínguez Bécquer
Valeriano Domínguez Bécquer, (Sevilla, 15 de desembre de 1833 - Madrid, 23 de setembre de 1870) fou un pintor andalús, iniciador de l'escola sevillana romanticocostumista.
Fill del pintor José Domínguez Bécquer, nebot del també pintor Joaquín Domínguez Bécquer i germà del poeta Gustavo Adolfo Bécquer. Es va iniciar en la pintura de mà del seu pare, encara que també va tenir com a mestre Antonio Cabral Bejarano.
Traslladat a Madrid, el seu germà li va obrir les portes dels ambients artístics de la capital del regne. L'any 1864 va rebre del Govern de la Nació l'encàrrec d'una sèrie de pintures que reflectissin les festes populars, els costums i els vestits típics de les diferents regions espanyoles i que van donar lloc a obres com El baile, Fiesta popular del Moncayo (Aragón) o Costumbres españolas de la província de Soria. No obstant això un canvi del Govern va suposar per al pintor abandonar el treball en veure suspesa la beca que tenia concedida per a la seva realització.
Va treballar com a dibuixant i il·lustrador d'importants publicacions com "La Ilustración Española y Americana", "El Museo Universal" i "El Arte en España".
Destacat retratista, va realitzar obres com El pintor carlista y su família i la seva obra més coneguda, el retrat del seu germà Gustavo Adolfo Bécquer, obra que va servir de model per a realitzar el bust del conjunt que homenatja al poeta en la Glorieta de Bécquer, dintre del Parc de María Luisa de Sevilla. També es va usar el retrat com a motiu en els bitllets de 100 pessetes utilitzats com a moneda de canvi durant la segona meitat del segle xx.